# Facundo Gambandé
Facundo Gambandé (Córdoba, Argentina; 10 de enero de 1990) es un actor, bailarín y cantante argentino. Es conocido por el personaje de Maximiliano "Maxi" Ponte en la telenovela de Disney Channel Latinoamérica, Violetta (2012-2015) y por el papel de Santiago Ponce en la telenovela Por amarte así (2016-2017).

## Carrera
Su carrera inició en 2012 en la serie de televisión Violetta (2012-2015) de Disney Channel Latinoamérica, donde interpretó a Maximiliano "Maxi" Ponte, alumno del Studio 21 y uno de los mejores amigos de Violetta, la protagonista.
Además participó en los seis discos que lanzó la serie: Violetta, Cantar es lo que soy, Hoy somos más, Violetta en vivo, Gira mi canción y Crecimos juntos.
En 2013 participó junto a sus compañeros de elenco de la gira Violetta en vivo por Latinoamérica y Europa.
En 2016 interpretó a Leonardo "Leo" en Educando a Nina, la mano derecha de Patricio (Diego Ramos) en la editorial. Luego, entre 2016 y 2017 interpretó el papel de Santiago Ponce Quiroga en Por amarte así, ambas telenovelas por Telefe.
En 2021 participó en Perla negra 2.0, remake de la telenovela original transmitida entre 1994-1995 y protagonizada por Andrea del Boca y Gabriel Corrado. Gambandé interpreta a
Dante, papel que en la versión original era representado por Henry Zakka. La telenovela dirigida por Andrea del Boca y escrita por el guionista original Enrique Óscar Torres, está reversionada en formato serie web, a través del canal SOAPY series de YouTube, con 20 capítulos en total, divididos en dos temporadas, y pocos minutos de duración cada uno. La telenovela se estrenó en junio de 2021.

## Filmografía

### Cine
| Año  | Título                                                       | Papel             | Notas                 |
| ---- | ------------------------------------------------------------ | ----------------- | --------------------- |
| 2014 | Violetta en concierto                                        | Maximiliano Ponte | Película de concierto |
| 2017 | Cantantes en guerra                                          | Jonathan          |                       |
| 2018 | Bruno Motoneta                                               | Bruno Motoneta    |                       |
| 2018 | Solo el amor                                                 | Eric              |                       |
| 2021 | Todos tenemos un muerto en el placard o un hijo en el closet | Manuel            |                       |

### Televisión
| Año       | Título                      | Papel                      | Canal          |
| --------- | --------------------------- | -------------------------- | -------------- |
| 2012-2015 | Violetta                    | Maximiliano Ponte          | Disney Channel |
| 2016      | Educando a Nina             | Leonardo                   | Telefe         |
| 2016-2017 | Por amarte así              | Santiago Ponce Quiroga     | Telefe         |
| 2018      | Descendientes planeteada    | Carlos de Vil / Jane       | Disney Channel |
| 2018      | Descendientes 2: Planeteada | Carlos de Vil / Harry Hook | Disney Channel |
| 2019      | Millennials                 | Mirko                      | Net TV         |
| 2019-2020 | Bia                         | Marcelo                    | Disney Channel |

### Web
| Año  | Título               | Papel    | Notas                              |
| ---- | -------------------- | -------- | ---------------------------------- |
| 2016 | Fans en vivo         | Él mismo | Panelista                          |
| 2021 | Punto de quiebre 360 | Faustino | Episodios: «Testigo», «La sardina» |
| 2021 | Perla negra 2.0      | Dante    |                                    |

## Teatro
| Año  | Título                       | Papel         | Lugar                    |
| ---- | ---------------------------- | ------------- | ------------------------ |
| 2016 | El club de chamuyo           | El publicista | Teatro Metropolitan Citi |
| 2017 | Entretelones                 | Timmy         | Teatro Liceo             |
| 2018 | Convivencia obligada         | Mauro         | Teatro Regina            |
| 2020 | Te seguiría por todas partes |               | Microteatro              |
| 2020 | Detrás del arcoíris          | Santiago      | Teatro Play              |
| 2022 | Hijos a la carta             |               | Microteatro              |
| 2022 | Climax                       |               | Teatro Multiescena       |
| 2023 | Smiley                       | Álex          | Teatro Premier           |
| 2024 | Yo no quiero hacer Stand Up  | Camilo        | Paseo La Plaza           |
| 2025 | Suspendan la boda            | Junior        | Teatro Candilejas        |

## Premios y nominaciones
| Año  | Organización   | Categoría                             | Trabajo           | Resultado | Ref(s) |
| ---- | -------------- | ------------------------------------- | ----------------- | --------- | ------ |
| 2013 | Premios TKM    | Actor revelación                      | Violetta          | Ganador   | [ 7 ]  |
| 2015 | Fans Awards    | Pareja Aww (compartido con Alba Rico) | Él mismo          | Ganador   | [ 8 ]  |
| 2017 | Fans Awards    | Puro talento                          | Él mismo          | Nominado  | [ 9 ]  |
| 2025 | Premios Carlos | Revelación de la temporada            | Suspendan la boda | Ganador   | [ 10 ] |